# James Hanna
James Hanna (* vor 15. April 1785; † nach Oktober 1787) war ein britischer Seefahrer und Pionier des maritimen Pelzhandels an der Nordwestküste Amerikas.

## Leben
Die Informationen über das Leben von Hanna sind sehr dürftig und beziehen sich ausschließlich auf die ersten zweckgerichteten maritimen Pelzhandelsreisen eines Europäers an die Nordwestküste Amerikas. Im Dezember 1779 brachten die Teilnehmer der dritten Weltumseglung von James Cook Nachrichten über den Pelzreichtum im Nootka-Sound (oder King George's Sound, wie er von Cook zunächst genannt wurde) nach Macau. Nach dem Erscheinen des offiziellen dreibändigen Berichts dieser Reise im Jahre 1784 formierten sich in Indien und in Macao die ersten Zusammenschlüsse von Kaufleuten und Seefahrern, um diese Reichtümer zu erschließen.
Als erster verließ am 15. April 1785 der als fähiger Seemann bekannte James Hanna mit der 60-Tonnen-Brigg Harmon und einer 20-köpfigen Besatzung Macao für die Reise quer über den Pazifik. Die Harmon wurde kurz vor oder noch während der Reise in Sea Otter umbenannt. Es ist nicht klar, ob Hanna wegen der Monopolrechte der East India Company unter portugiesischer oder britischer Flagge segelte. Eigentümer des Schiffes waren die britischen Kaufleute John Henry Cox und John Reid, zu der Zeit österreichischer Konsul im benachbarten Kanton. Zwei Logbücher, die an Bord gehalten wurden, sind fragmentarisch überliefert und befinden sich heute in den Provincial Archives in Victoria, British Columbia. Das erste (wahrscheinlich eine Kopie des Originals von Hanna) ist für den Zeitraum vom 15. April bis 9. August 1785 (aber ohne Eintrag zwischen dem 27. Mai und 7. Juni) erhalten. Das zweite Logbuch gilt für den Zeitraum vom 15. April bis 8. Juni (aber ohne Eintrag zwischen dem 18. und 27. April).
Im August erreichte Hanna den Nootka-Sound und wurde von den dortigen Indianern attackiert. 20 der Einheimischen, darunter Frauen und Kinder, verloren ihr Leben. Hanna behauptete, der Angriff fand statt, nachdem die Briten auf die Einheimischen wegen eines Diebstahls das Feuer eröffnet hatten. Der Häuptling der Nootka-Indianer, Maquinna, erzählte dem Spanier Martinez 1789 eine ganz andere Geschichte. Danach erlaubten sich die Briten einen entwürdigenden 'Spaß' mit dem Häuptling, indem sie ihn auf einen Stuhl setzten, unter dem sie vorher Schießpulver verteilt hatten und dann entzündeten. Maquinna bestätigte seinem Gefangenen, John R. Jewitt, gegenüber später (1803–1805) jedoch die erste Geschichte. Der Friede wurde selbst nach diesem Blutbad wiederhergestellt und Hanna handelte 560 Seeotterpelze ein. Er segelte anschließend vom Nootka-Sound noch weiter nordwärts bis zur Spitze von Vancouver Island, sichtete die breite Meeresstraße Dixon Entrance, die er für die mögliche Einfahrt in die Nordwest-Passage hielt. Hanna befand sich hier nur etwa einen Grad südlich des Landungspunktes Tschirikows im Jahre 1741 (Zweite Bering Expedition). Im Dezember 1785 kehrte Hanna nach Macao zurück, wo er die Pelze für insgesamt 20.600 US-Dollar verkaufte, damals eine beträchtliche Einnahme.

### Zweite Expedition
Durch diesen Gewinn ermutigt, wurde für das folgende Jahr eine weitere Expedition ausgerüstet. Hanna verließ Macao im Mai 1786 in dem 120-Tonnen, ebenfalls Sea Otter genannten Schiff mit einer 30-köpfigen Mannschaft. Sea Otter war überhaupt ein populärer Name für ein Schiff zu dieser Zeit mit dieser Zielsetzung. So hieß auch das Schiff des britischen Kapitäns Tipping auf einer „Pelzreise“ 1786 Sea Otter. Sie gilt als verschollen. Als Hanna im August im Nootka-Sound ankam, musste er feststellen, dass einen Monat zuvor bereits der Brite James Charles Stuart Strange von Bombay aus dort angekommen war und sämtliche Pelze aufgekauft hatte. So gelang es Hanna bis Ende September nur 100 Pelze erstklassiger Qualität zu erhandeln. Am 1. Oktober trat er die Rückreise an und erreichte Macao am 8. Februar 1787. Auf dieser Reise war auch der junge Bruder von Häuptling Maquinna, Comekela an Bord (freiwillig). Er wurde im Mai 1788 von Kapitän Meares auf der Felice wieder nach Nootka zurückgebracht. Jedem war nun klar, dass das „Rennen um die Pelze“ in vollem Gange war. Aber nicht jedem war bewusst, dass zu dieser Zeit nicht nur Hanna und Strange unterwegs waren, sondern Schiffe von (oder unter der Flagge des Landes) Großbritannien, Frankreich, den USA, Indien und Österreich aus entweder bereits auf dem Weg nach Nootka waren bzw. für die Expedition vorbereitet wurden. Selbst die Russen, ihrerseits die größten Seeotterjäger in Alaska, hatten Kenntnis über das Treiben ihrer europäischen Konkurrenten weiter südlich. Die Spanier, wegen der Russen in Alaska bereits 1774 und 1775 mit eigenen Erkundungsexpeditionen in Richtung Alaska unterwegs, waren nun über die Tätigkeiten im Nootka-Sound aufs Höchste alarmiert und sandten noch 1788 und 1789 zwei Expeditionen dorthin aus, deren letzte schlussendlich zur Nootka-Sound Kontroverse führte.
Trotz der geringen Menge an Pelzen betrug der Erlös der zweiten Reise Hannas noch 8.000 US-Dollar. So wurden Vorbereitungen für eine dritte Reise getroffen, doch Hanna verstarb plötzlich. Er lebte wohl noch im Oktober 1787, da Meares ihn für diesen Zeitraum erwähnt. James Hannas Einfluss war durch seinen frühen Tod nur gering, am meisten profitierten seine Nachfolger von seinen gewonnenen Informationen und den Seekarten seiner beiden Reisen.